# Carreço

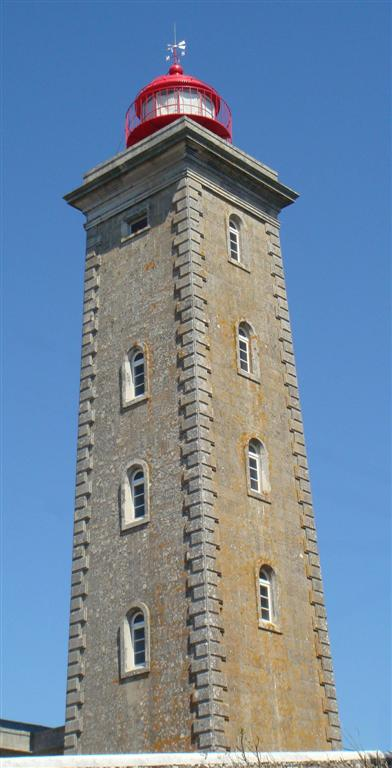
Leuchtturm von Montedor

Carreço ist eine Gemeinde (Freguesia) im nordportugiesischen Kreis Viana do Castelo der Unterregion Minho-Lima.
 In ihr leben 1737 Einwohner (Stand 19. April 2021).

## Bauwerke
- Forte de Montedor
- Farol de Montedor